# Albert Oberhofer
Albert Friedrich Oberhofer (* 5. August 1925 in Veitsch; † 31. Juli 2016) war ein österreichischer Ingenieur, Betriebswirt und Hochschullehrer. Er war von 1974 bis 1979 und von 1991 bis 1995 Rektor der Montanuniversität Leoben.

## Leben
Albert Oberhofer besuchte nach dem Gymnasium eine Höhere Technische Lehranstalt für Maschinenbau. Danach folgte ein Studium an der Montanistischen Hochschule Leoben, welches er 1950 mit der Graduierung zum Diplomingenieur beendete. 1956 promovierte er an der RWTH Aachen zum Dr.-Ing. mit einer Dissertation über den Heißwind-Kupolofen im Siemens-Martin-Betrieb. Von 1951 bis 1957 war er Assistent und später Betriebsleiter im Stahlwerk der Hahn’schen Werke AG Duisburg, anschließend Ressortleiter für Betriebswirtschaft bei der Bochumer Verein AG in Bochum. 
1963 wurde er als ordentlicher Universitätsprofessor an das neu gegründete Institut für Wirtschafts- und Betriebswissenschaften an die Montanistische Hochschule Leoben berufen, wo er bis zu seiner Emeritierung im Jahr 1995 blieb. Von 1974 bis 1979 und von 1991 bis 1995 war er gewählter Rektor der Montanuniversität Leoben. In seine Amtszeit fiel die Umsetzung des Universitäts-Organisationsgesetzes 1993, außerdem wurden während seines Rektorates die Institute für Struktur- und Funktionskeramik und das Institut für Automation gegründet.
Die letzten Jahre verbrachte er überwiegend in Millstatt am See. Er starb am 31. Juli 2016 im Alter von 90 Jahren, zwei Tage nach seinem Vorgänger bzw. Nachfolger als Rektor Franz Jeglitsch.

## Auszeichnungen (Auswahl)
- Ehrendoktorat der Technischen Universität Miskolc
- Verleihung der Corpsschleife des Corps Schacht Leoben, 1996[5]

## Publikationen (Auswahl)
- 1969 (gemeinsam mit Rolf Wartmann und Volkmar Steinecke): Zur optimalen Programmplanung konkurrierender Profil- und Feinstahlwalzwerke zweiter Hitze, Verlag Stahleisen, Düsseldorf 1969
- 1969 (gemeinsam mit Wolfgang Marin und Robert Rupp): Planung einer wirtschaftlichen Rohstahlerzeugung und -verteilung, Verlag Stahleisen, Düsseldorf 1969
- 1970 (gemeinsam mit Helmut Pötzl): Simulationsmodell als Grundlage für die Planung an einer Grobblechstraße, Verlag Stahleisen, Düsseldorf 1970
- 1984 (als Herausgeber): Wirtschaftspraxis für Ingenieure, Verlag Stahleisen, Düsseldorf 
  - Band 1, Planung und Kosten, Verlag Stahleisen, Düsseldorf 1984, ISBN 978-3-514-00325-5
  - Band 4, Organisation und Kommunikation in Unternehmen und Betrieb, Verlag Stahleisen, Düsseldorf 1986, ISBN 978-3-514-00328-6
- 1997 (als Herausgeber): Innovatives Uni-Management: eine Orientierung, Verlag der Österreichischen Staatsdruckerei, Wien 1997, ISBN 978-3-7046-1027-0